# Halaib
Halaib, també Halayeb (àrab: حلايب, Ḥalāyib), és un port de la mar Roja, a l'anomenat Triangle d'Halaib, una zona de 20.580 km² en litigi entre Egipte i el Sudan. La ciutat es troba a la part sud de la costa del triangle, prop de les ruïnes de la medieval Aydhab. La zona està de facto en poder d'Egipte.